# ياسين عبد الغفار
ياسين عبد الغفار (26 يناير 1917 - 1 مايو 1999) هو طبيب مصري، تخصص في أمراض الجهاز الهضمي والكبد.

## حياته
ولد ياسين عبد الغفار في قرية بتلا بمحافظة المنوفية في 26 يناير 1917. وتوفي شهر مايو 1999 عن عمر يناهز 82 عاماً، حصل علي بكالوريوس الطب والجراحة ديسمبر 1940، المنوفية ثم زمالة الكلية الملكية بلندن (FRCP) في 1944 والدكتوراه من جامعة القاهرة في 1945 ، ثم زمالة الكلية الملكية بلندن (FRCP) في 1975 ، والدكتوراه الفخرية من جامعة المنوفية 1982 ، ثم الدكتوراه الفخرية في العلوم من جامعة ستراثكلايد بسكوتلاندا 1991. 
كما التحق بطب القصر العيني ثم التحق بزمالة كلية الأطباء الباطنيين عند إنشائها وحصل على درجة الدكتوراه واشتغل مدرساً بالكلية ثم انتقل إلى كلية طب عين شمس عند إنشائها

## إسهامه العلمي
اهتم اهتماماً شديداً بدراسة الأورام ووجه الجانب الأكبر من أبحاثه لدراسة أورام الكبد. قام بإنشاء وحدة متخصصة بكلية طب عين شمس لدراسة أورام الكبد ودراسة سبل علاجها كيميائياً.
قام بدراسة دور الفيروسات في الإصابة بسرطان الكبد وقام بدراسة الفيروسات التي تصيب الكبد وتمكن من خلال أبحاثه من الكشف عن فيروس من بين الفيروسات المعروفة على مستوى العالم بدورها في أحداث سرطان الكبد. يُعتبر أول من أدخل المناظير للكشف والفحوصات.
كما أسهم إسهاماً علمياً غزيراً منه:
- صدر عن أ.د/ يس عبد الغفار إنتاجا علميا وفيرا في مجال أمراض الكبد والجهاز الهضمي، حيث نشر أكثر من مئة مقال علمي بمجلات أمريكا وإنجلترا وإيطاليا ومصر ودول عربية، وأشرف علي أكثر من مئة رسالة دكتوراه وماجستير في أمراض الكبد والجهاز الهضمي، وكان الباحث الرئيس في مشروع دراسة أمراض الكبد في مصر والتابع للمجلس الأعلى للجامعات المصرية.

### جمعية أصدقاء مرضى الكبد
قام بإنشاء جمعية أصدقاء مرضى الكبد في الوطن العربي، وضم إليها عدد من رجال الأعمال والسياسة ورجال الفكر ليكونوا دعماً للمرضى في مواجهة المرض والتغلب عليه.

### أبحاثه
اهتم الدكتور ياسين عبد الغفار بنشر أبحاث أمراض الكبد في داخل مصر وخارجها، ولم يقم بتطبيق أي طرق للعلاج إلا بعد البحث الدقيق والقراءة والتجربة.
- يعد أ.د/ يس عبد الغفار رائداً من رواد أبحاث أمراض الكبد، وحقق العديد من الإنجازات الفريدة في هذا المجال، حيث أنشأ معهد الكبد القومي بالمنوفية والذي يعمل منذ عام 1990م، ووحدة الكبد بمستشفي أحمد ماهر بوزارة الصحة، ووحدة بحوث السرطان بكلية طب جامعة عين شمس، ووحدة مناظير بكلية طب عين شمس، وأشرف على تنظيم دورة دراسية تدريبية في أمراض الكبد للأطباء العرب والأفارقة ومؤتمر عربي أفريقي عن أمراض الكبد على مدار 12 سنة متعاقبة.
- كما أسهم في إدخال تطعيم ضد التهاب الكبد الفيروس (ب) في مصر، وأنشأ مركزاً خيرياً علاجياً وبحثياً لأمراض الكبد بالقاهرة، وقد بدأ نشاطه في مارس 1999م. وأنشأ 20 وحدة كبد بمستشفيات المحافظات على مستوي جمهورية مصر العربية.

## إسهامه في تطوير الطب
أول من فكر في إنشاء أول معهد كبد متخصص في مصر.

### مركز دكتور ياسين عبد الغفار الخيري لأمراض وبحوث الكبد
وفي عام 1999 أنشأ الدكتور ياسين عبد الغفار مركزاً لأمراض الكبد بمدينة نصر يحمل اسم "مركز دكتور ياسين عبد الغفار الخيري لأمراض وبحوث الكبد". يهدف المركز إلى: 
- تقديم خدمة طبية متميزة لمرضى الكبد القادرين وغير القادرين. 
- يهدف إلى تنظيم مؤتمرات علمية وتدريب الأطباء والفنيين ووحدة التمريض لمواكبة التطور العلمي في مجالات أمراض الكبد. 
- التصدي لأمراض الكبد في المراحل الأولى؛ لتجنب المضاعفات. 
- نشر التوعية والبرامج الوقائية للتصدي لمسببات أمراض الكبد. 
ويشتمل المركز على عيادات خارجية، وعيادات خارجية خاصة بالأطفال، ووحدة للمناظير، وقسم للأشعة، ومعمل التحاليل الطبية، وقسم داخلي، وقسم للطوارئ، وعيادة متخصصة لأورام الكبد)
وتقديراً للجهود الاستثنائية في مجال أمراض الكبد وأبحاثها العلاجية حصل أ.د/ يس عبد الغفار علي عدد من الأوسمة والجوائز والألقاب الفخرية منها:
- وسام الجمهورية من الدرجة الأولى.
- وسام الجمهورية من الدرجة الثانية.
- جائزة الدولة التقديرية في العلوم الطبية 1987.
- وشاح النيلين من رئيس جمهورية السودان 1992.
- وسام من جامعة الملك فيصل الدمام 3/5/1982.
- درع من City University London to Serve Mankind.
- كأس لأستاذ أساتذة الطب المصري الحديث من صحيفة الجمهورية دار الطباعة والنشر تسليم الدكتور/عاطف صدقي رئيس الوزرا.
- جائزة تخرج د. عيسى حمدي لأمراض باطنة 1940 من جامعة القاهرة.
- جائزة تخرج د. هادن إكلينكي الجراحة 1940 من جامعة القاهرة.
- جائزة تخرج د. هـ/ب/ دامي أمراض باطنة 1940 من جامعة القاهرة.
- جائزة تخرج د. فيليبس أمراض باطنة 1940 من جامعة القاهرة.
- نوط الامتياز 1966.
- كأس إهداء من الجمعية الطبية المصرية بمناسبة حصوله علي زمالة كُلْيَة الأطباء الملكية بلندن 1975.
- وسام من المؤتمر الطبي السعودي الثامن 3/11/1983 لخدمة البشرية من خلال جهد طبي متميز.
- هدية تذكارية وتقديرية تكريماً لعلماء المسلمين من المؤتمر الإسلامي الدُّوَليّ 5/2/1987.
- نيشان من الخدمات الطبية للحرس الوطني 27/1/1990.
- درع يوم الطبيب المصري عامي 1990 و 1991 من النِّقابة العامة للأطباء.
- ميدالية من كلية طب القاهرة لمسة وفاء وتقدير لما قام به من خدمات 1991.
- لقب أحسن طبيب عربي بالإجماع في اجتماع الأطباء العرب 1993.
- وسام العلوم والفنون من الدرجة الأولى.
الدكتوراه الفخرية من جامعة المنوفية.
كما شَغَل أ.د/ يس عبد الغفار العديد من المواقع والمناصب الأكاديمية والطبية والإدارية مثل:
- رئيس الاتحاد الأفريقي لدراسة أمراض الكبد.
- مؤسس ورئيس جمعية أصدقاء مرضى الكبد في الوطن العربي.
- رئيس اللجنة القومية المتخصصة لدارسة أمراض الكبد بأكاديمية البحث العلمي والتكنولوجيا.
- المشرف العام على معهد الكبد بالمنوفية.
- نائب رئيس الجمعية الطبية المصرية.
- أستاذ الأمراض الباطنية بجامعة عين شمس.
- رئيس أقسام الأمراض الباطنية بجامعة عين شمس.
- أستاذ متفرغ بقسم الأمراض الباطنية بجامعة عين شمس.
- عضو الاتحاد الدُّوَليّ لدراسة أمراض الكبد.
- رئيس الجمعية الإكلينيكية – بكلية طب عين شمس.
- رئيس الجمعية المصرية للجهاز الهضمي.
- رئيس لجنة الكبد في المجالس القومية المتخصصة.
- عضو شرف الجمعية السودانية للأمراض الباطنية.
- كما رأس أ.د/ يس عبد الغفار هيئات تحرير عدد من المجلات العلمية الطبية المتخصصة مثل: (المجلة المصرية للجهاز الهضمي - المجلة العربية الأفريقية لأمراض الكبد- سابقاً - عضو هيئة تحرير المجلة الدولية للأمراض الباطنية، المجلة الطبية البريطانية في الشرق).